# Cour suprême du Victoria
La Cour suprême du Victoria (en anglais : Supreme Court of Victoria) est le plus haut tribunal de l'État australien du Victoria. Fondée en 1852, elle constitue l'ultime recours juridique pour toutes les décisions judiciaires, avec une compétence illimitée et inhérente au sein de l'État.
La Cour suprême comprend une Division générale et une Cour d'appel. Les décisions de la Cour suprême sont susceptibles d'appel devant la Haute Cour d'Australie. Bien que la Cour suprême soit théoriquement investie d'une compétence illimitée, elle n'entend généralement que les affaires les plus sérieuses, comme les meurtres et les affaires civiles impliquant des sommes d'au moins 100 000 dollars.

## Bâtiment
Le bâtiment de la Cour suprême est inscrit au registre du patrimoine victorien.